# 伍德萊克鎮區 (北達科他州本森縣)
伍德萊克鎮區（英語：Wood Lake Township）是位於美國北達科他州本森縣的一個鎮區。

## 地方資料
伍德萊克鎮區的面積為93.27平方千米，當中陸地面積為90.11平方千米，而水域面積為3.16平方千米。根據2010年美國人口普查的數據，當地共有人口522人，而人口密度為每平方千米5.6人。